# A sóher
A sóher (Radin !) 2016-ban bemutatott francia film. A film főszereplője Dany Boon.
Franciaországban 2016. szeptember 2-án mutatták be, Magyarországon 2017. június 1-én.

## Cselekmény
François Gautier hihetetlen szintre emelte a spórolást (bár a bankban komoly összeg van a számláján): például kedvezményre jogosító kuponokat gyűjt, és a boltban azokkal fizet, spórol a vízzel, az árammal (mindenhol lekapcsolja a villanyt a lakásban, ott is, ahol éppen tartózkodik), nincs telefonja, ... ugyanakkor zseniálisan játszik hegedűn egy nagyzenekarban.
Egyik nap egy fiatal lány bukkan fel, azt állítva, hogy ő, Laura, François lánya. François eleinte elutasítja, majd kénytelen befogadni egy időre, mert a lány anyja (akivel François mindössze egyszer szeretkezett, és lejárt szavatosságú gumióvszert használt) egy hónapos turnéra megy egy másik zenekarral. A lány az anyjától úgy tudja, hogy François rendkívül zsugori, de ennek az az oka, hogy a megspórolt pénzt mexikói árva gyerekekre fordítja. François meghagyja ebben a hitében.
François-t rendkívüli módon utálják a szomszédai, és a lakóközösségnek is tartozik a lakbérrel, de miközben rákényszerítik, hogy előhozza a csekkfüzetét, a lánya elmondja az ő verzióját François-ról. Ettől kezdve a szomszédok szemében hőssé és önfeláldozóvá válik. François persze nekik sem mondja el, hogy ebből semmi nem igaz (csak a rendkívüli mértékű spórolás). A szomszédok is adományokat kezdenek gyűjteni „a mexikói árvák javára”.
A zenekarba új csellós kerül, egy fiatal, csinos hölgy, aki érdeklődni kezd François iránt. Még egy előkelő étterembe is elmennek, ahol a vacsora elfogyasztása után François beindítja a tűzjelző- és automata tűzoltó rendszert, így a vendégeket kiengedik az étteremből és François megússza a számla kifizetését.
A csellós hölgy és François jótékonysági koncertet adnak, ahol François azt találja mondani, hogy ő is adakozni akar, ezért kiállít egy 3000 eurós csekket, azonban mielőtt átadná, kimegy a mosdóba és összetépi. A lánya véletlenül megtalálja az eltépett csekk egy darabját, és rájön, hogy François így akarta elkerülni a számára igen kínos pénzkiadást.
Közben a lány anyja is feltűnik, mivel kiderül, hogy a lányuk, Laura heti több alkalommal művese kezelésre szorul és igen ritka vércsoportja miatt nehéz donort találni másik vesével, amit be lehetne ültetni Laura testébe. François titokban elvégezteti a vizsgálatot és kiderül, hogy ő alkalmas donornak, így megcsinálják a műtétet.
Laura és François Mexikóba utaznak, ahol François valóban átad egy csekket az árva mexikói gyerekek javára (bár ez nem megy neki könnyen).

## Szereplők
| Szereplő | Színész              | Magyar hang            |
| --- | -------------------- | ---------------------- |
| François Gautier, Laura apja | Dany Boon            | Scherer Péter          |
| Valerie | Laurence Arné        | Trokán Nóra            |
| Laura | Noémie Schmidt       | Kardos Eszter          |
| Cédric | Patrick Ridremont    | Maday Gábor            |
| Gilles | Christophe Canard    | Csuha Lajos            |
| Önmaga | Sébastien Chabal     | Törköly Levente        |
| Carole | Karina Marimon       | Orosz Anna             |
| Julie | Anne-Sophie Girard   | Nádasi Veronika        |
| Rémy | Nicolas Lumbreras    | Katona Zoltán          |
| Szomszédasszony | Monique Mauclair     | Bessenyei Emma         |
| Gaëtan | Victor Ghesquière    | Nagy Gereben           |
| Pincér | Laurent Saint-Gérard | Bercsényi Péter        |
| Laura, 8 évesen | Audrey Rhodes-Greig  | Mayer Szonja           |
| Loïc | Laurent Fernandez    | Haagen Imre            |
| Pap | Benoît Tachoires     | Turi Bálint            |
| François anyja | Charline Paul        | Lipcsey Colini Borbála |
| François apja | Jérémy Lopez         | Fehérváry Márton       |
| Gwenaëlle | Emmanuelle Rivière   | Farkas Zita            |
| Pénztáros | Claire Beaugé        | Mohácsi Nóra           |
| Rémy felesége | Arlette Bonnard      | Czirják Csilla         |
| További magyar hangok |                      |                        |
| Bárány Virág, Bartók László, Bor László, Dóka Andrea, Erdélyi Mari, Fellegi Lénárd, Forgács Gábor, Gyarmati Zsolt, Hábermann Lívia, Kálmán Barnabás, Kárpáti Levente Áron, Kéthely Nagy Kata, Kovács Benjámin, Laudon Andrea, Lénárt László, Mayer Marcell, Oroszi Tamás, Pálfai Péter, Petridisz Hrisztosz, Rákosfalvi Kristóf, Tóth Olivér, Várkonyi András, Végh Ferenc |                      |                        |